# Gerardo Matos Rodríguez
Gerardo Hernán Matos Rodríguez, noto anche con lo pseudonimo di Becho (Montevideo, 28 marzo 1897 – Montevideo, 25 aprile 1948), è stato un musicista, compositore e giornalista uruguaiano.

## Biografia
Figlio del proprietario del Moulin Rougle, un popolare cabaret di Montevideo, studiò architettura ma non completò il corso di studi. Iniziò a comporre, da giovane studente, nel 1917, ed il suo primo lavoro conosciuto fu La cumparsita, Che ha scritto sul pianoforte della Federazione uruguaiana degli Studenti, FEUU, come descritto presso il prestigioso
TodoTango.com  .  Il pezzo divenne fra i più noti tango a livello mondiale, anche se paradossalmente, Matos disse che non osò suonare egli stesso il pezzo divenuto famoso attraverso l'esecuzione di altri interpreti.
Egli viaggiò lungamente attraverso l'Europa e soggiornò a Parigi per un certo periodo, lavorando anche per il console dell'Uruguay in Germania. Nel 1931 scrisse la colonna sonora del film Luces de Buenos Aires, girato a Joinville-le-Pont in Francia, ed interpretato dal cantante di tango Carlos Gardel.

## Composizioni principali

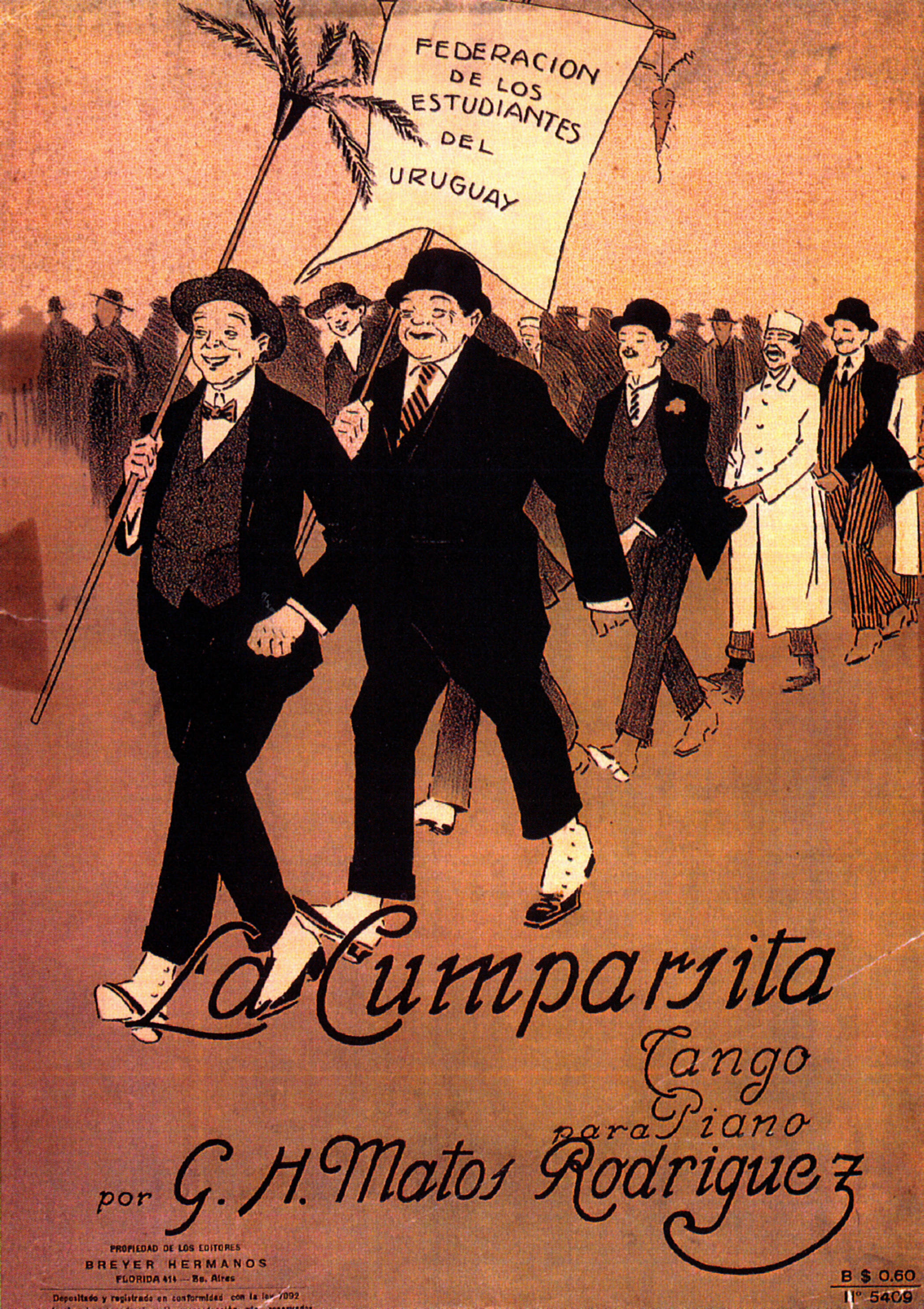
Partitura della Cumparsita, 1917

Il suo pezzo più celebre è il tango La cumparsita divenuto nel tempo il più famoso al mondo.
Rodriguez compose anche musiche di scena per spettacoli teatrali rappresentati a Buenos Aires. Fra questi El Gran Circo Rivolta di Manuel Romero. Diresse la sua orchestra a Montevideo per un breve periodo.
Altri suoi tanghi sono: “Che papusa, oí”, “Son grupos”, “Yo tuve una novia”, “Cuando bronca el temporal”, “Hablame”, “Pobre corazón”, “Haceme caso a mí”, “Canto por no llorar”, “Rosa reseca”, “Botija linda”, “El pescador”, “Te fuiste, ¡ja, ja!”, “Adiós Argentina”, “Mi provinciana”, “La milonga azul”, “Dale celos”, “Raspail”, “Mocosita”, “La muchacha del circo” e “San Telmo”.
Rodriguez collaborò con i parolieri Enrique Cadícamo, Victor Soliño, Juan B. A. Reyes, Manuel Romero e Fernán Silva Valdés. Con l'ultimo realizzò una serie di canzoni, Canciones Montevideanas ("Canzoni di Montevideo") alla quale appartiene "Margarita punzó".
Morì a Montevideo, dopo una lunga malattia, nel 1948.